# Microsternarchus
Microsternarchus is een geslacht van straalvinnige vissen uit de familie van de Amerikaanse mesalen (Hypopomidae).

## Soorten
- Microsternarchus bilineatus Fernández-Yépez, 1968
- Microsternarchus brevis Cox Fernandes, Nogueira, Williston & Alves-Gomes, 2015